# Sphecomyrminae
Sphecomyrminae  este o subfamilie dispărută de furnici din familieeea Formicidae cunoscută dintr-o serie de fosile cretacice găsite în America de Nord, Europa și Asia. Sphecomyrminae conține opt genuri, împărțite în două triburi Sphecomyrmini, și Zigrasimemini. Tribul Sphecomyrmini conține cele șase genuri  Armania, Cretomirma, Gerontoformica, Orapia, Pseudarmania și Sphecomyrma; în timp ce Zigrasimeciini conține Boltonimecia și Zigrasimecia. Un număr de taxoni au fost eliminați din subfamilie și plasați fie în alte subfamilii, fie sunt tratați acum ca incertae sedis în Formicidae.
Sphecomyrminae este cea mai bazală dintre subfamiliile Formicidae, dar nu a fost inclusă în mai multe studii filogenetice ale familiei. Symplesiomorfiile ale subfamiliei includ structura antenei, care are un segment bazal scurt și un grup flexibil de segmente sub vârful antenei. Petiolul este scăzut și rotunjit, cu o gaster nerestricționată și prezența unei glande metapleurale. Subfamilia se caracterizează prin trei mari synapomorphies, pedicel scurt, un al doilea segment flagelar care este dublul lungimii celorlalte segmente ale antenei, și pierderea capătului apical al venelor CuA în aripile masculilor adulți.

## Triburi și genuri
Un studiu din 2017 a recunoscut trei triburi, Haidomyrmecini, Sphecomyrmini și Zigrasimecini și a inclus genurile plasate anterior în Armaniidae în cadrul tribului Sphecomyrmini. Revizuirea ulterioară a haidomyrmecins a dus la creșterea lor la subfamilia separată Haidomyrmecinae și eliminarea din Sphecomyrminae.
- Sphecomyrminae Wilson & Brown, 1967
  - Sphecomyrmini Wilson, Carpenter & Brown, 1967
    - Armania Dlussky, 1983
    - Baikuris Dlussky, 1987
    - Cretomyrma Dlussky, 1975
    - Dlusskyidris Bolton, 1994
    - Orapia Dlussky, Brothers & Rasnitsyn, 2004
    - Pseudarmania Dlussky, 1983
    - Sphecomyrma Wilson & Brown, 1967Zigrasimecia tonsora

  - Zigrasimeciini Borysenko, 2017
    - Boltonimecia Borysenko, 2017
    - Zigrasimecia Barden & Grimaldi, 2013

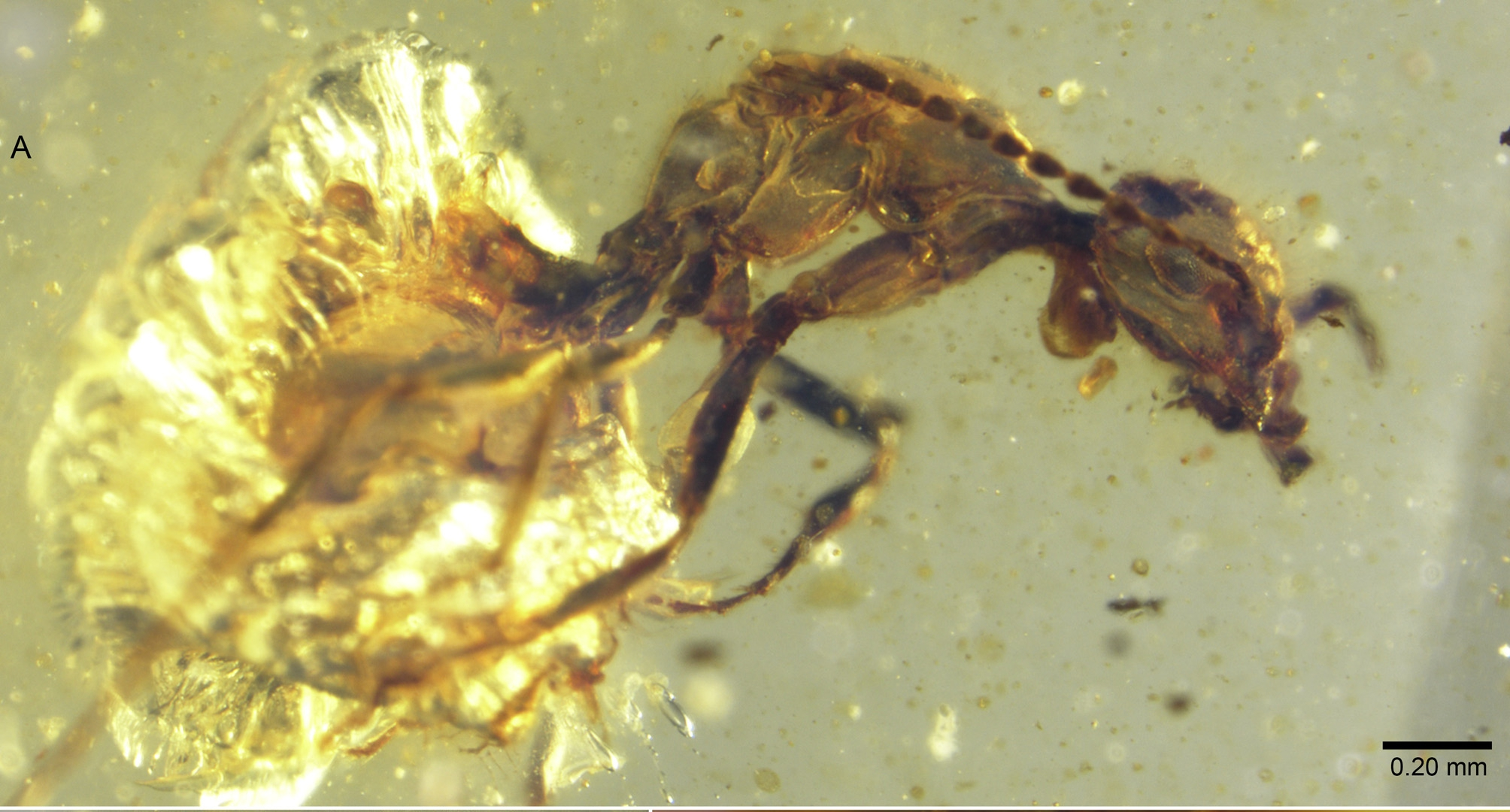
Zigrasimecia tonsora

    - Protozigrasimecia Cao et al, 2020

Genul Sphecomyrmodes a fost plasat anterior în Sphecomyrmini; cu toate acestea, în 2016, a fost făcut un sinonim al genului grupului stem Gerontoformica, care a fost considerat incertae sedis în Formicidae la acea vreme.